# Paja Jovanović
Pavle („Paja”) Jovanović (în sârbă Павле „Паја” Јовановић; n. 16 iunie 1859, Vârșeț, Regatul Ungariei, Imperiul Austriac – d. 30 noiembrie 1957, Viena, Austria) a fost un pictor sârb de stil realist, autor a peste 1.100 de lucrări. Printre cele mai cunoscute opere ale sale se numără: Muntenegreanul rănit (1882), Gătirea miresei (1886), Răscoala de la Takovo (1894), Migrația sârbilor (1896) și Proclamarea Codului de legi al lui Dušan (1900).
După 1905, Paja Jovanović a devenit unul dintre cei mai solicitați portretiști ai Europei, realizând 15 portrete ale împăratului Franz Joseph I al Austriei, precum și numeroase portrete ale regalității, marilor industriași, oameni de știință, bancheri, magnați internaționali, inclusiv ai familiei Rockefeller din Statele Unite. Datorită cererii internaționale pentru portretele sale, a acumulat o avere considerabilă în timpul vieții.
Operele lui Paja Jovanović sunt expuse în numeroase muzee europene și internaționale, fiind semnate sub diverse variante ale numelui său, precum Paul Joanowitch (Galeria Națională a Victoriei), Paul Joanovits sau P. Joanowitsch. 

## Biografie

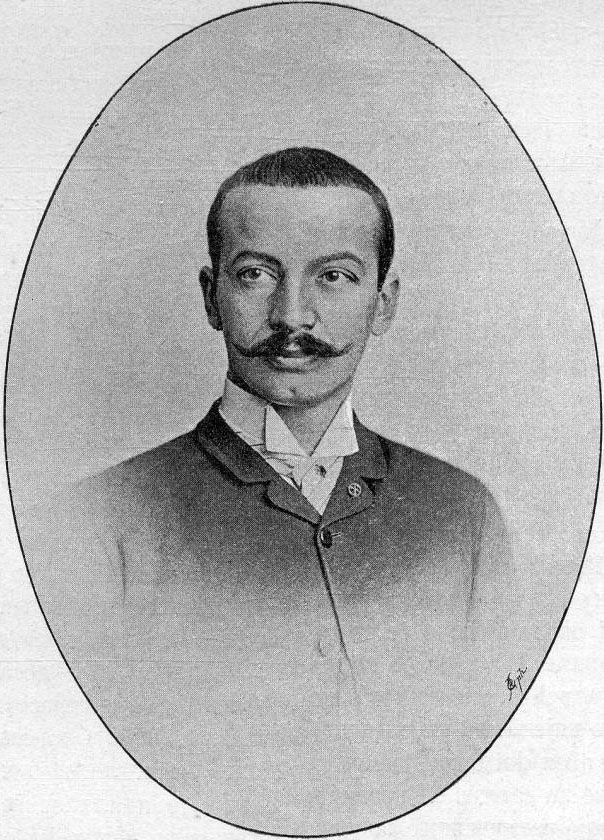
Paja Jovanović în tinerețe (1899)

Paja Jovanović s-a născut în Vârșeț, atunci parte a Imperiul Austriac (astăzi în Serbia). Tatăl său, Stevan Jovanović, era fotograf, iar mama sa, Ernestina, născută Deot, avea rădăcini franceze.
Și-a petrecut copilăria și tinerețea în orașul natal, unde a fost profund impresionat de iconostasele realizate de Pavel Đurković și Arsenije Teodorović în bisericile locale, influențe ce se vor regăsi ulterior în creația sa artistică.

Paja Jovanović a început să deseneze în secret, copiind icoanele bisericești și petrecând ore întregi în interiorul bisericilor pustii, pe care le considera „primii săi maeștri”. Talentul său a fost descoperit când autoritățile bisericești din Vârșeț au comandat noi clopote pentru catedrală și aveau nevoie de desene ale sfinților. Astfel, la doar paisprezece ani, Jovanović a primit prima sa comandă artistică.

Miloș, Marko și zâna (1906)

În 1875, la vârsta de 15 ani, Paja Jovanović a fost dus de tatăl său la Viena. În 1877, s-a înscris la Academia de Arte Frumoase din Viena, în clasa profesorului Christian Griepenkerl. A absolvit Academia în 1880, urmând mai multe cursuri avansate susținute de Leopold Carl Müller, un pictor renumit pentru tematică orientalistă. Influența lui Müller a fost decisivă în orientarea stilistică a lui Jovanović.
Observând interesul european pentru evenimentele din Balcani,Jovanović a profitat de vacanțe pentru a călători prin Albania, Muntenegru, Dalmația, Bosnia și Herțegovina și Serbia, realizând schițe și studii detaliate despre viața cotidiană, portul tradițional și obiceiurile popoarelor balcanice. Aceste teme i-au adus faima și recunoașterea internațională. Încurajat să exploreze mai profund regiunea balcanică, a studiat obiceiurile și folclorul popoarelor locale. În 1882, a primit premiul Academiei de la Viena și o bursă imperială pentru lucrarea Muntenegreanul rănit. Publicul și numeroși critici de artă și-au îndreptat atenția către tânărul pictor, iar în 1883 acesta a semnat un contract cu galeria „French” din Londra.

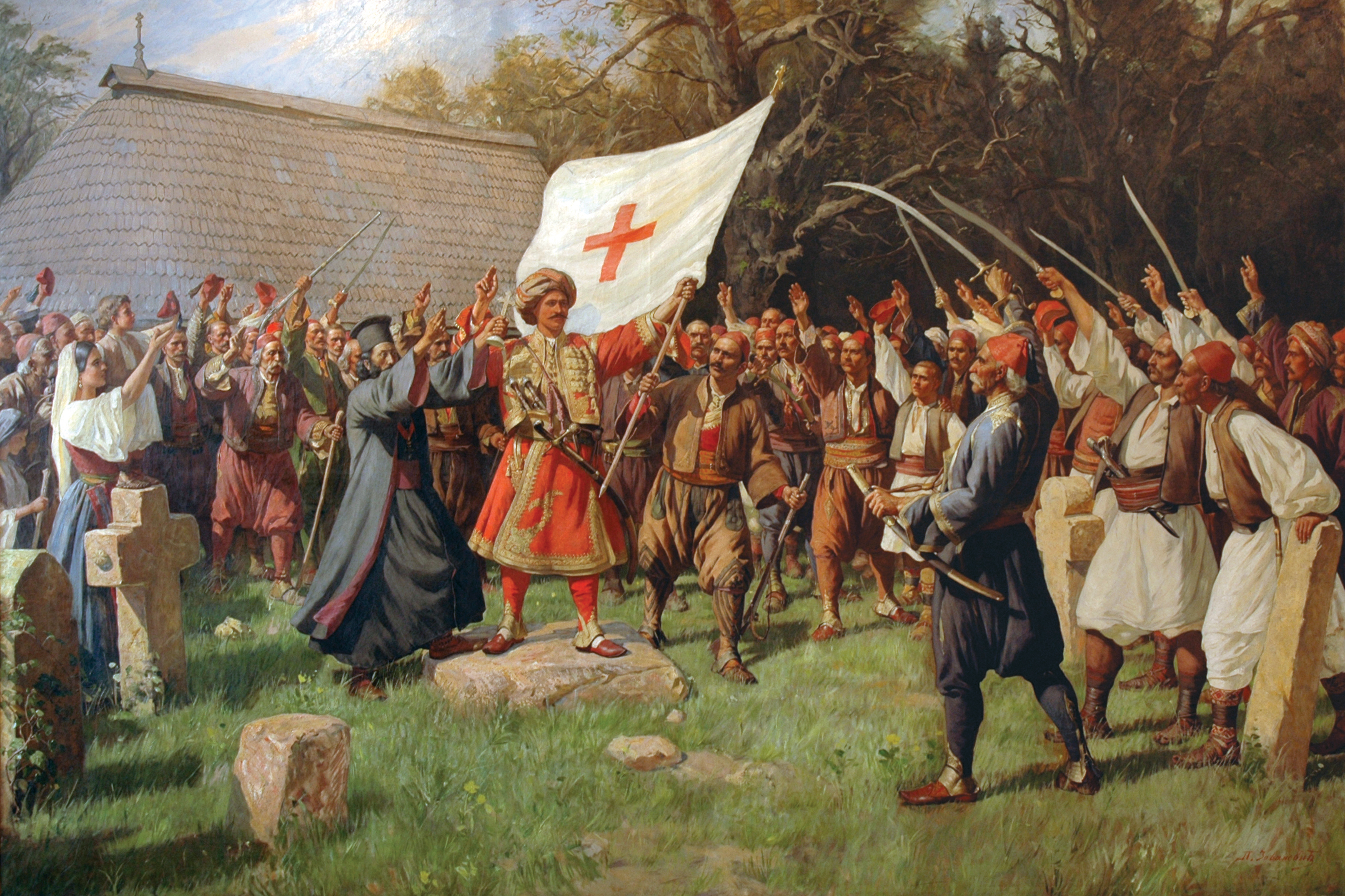
Răscoala de la Takovo, reprezentându-l pe Miloș Obrenović (1894)

A continuat să călătorească prin Caucaz, Maroc, Egipt, Grecia, Turcia, Italia și Spania.
Un număr impresionant de schițe, note și studii, alături de obiecte colectate din viața oamenilor de rând, au fost integrate în compozițiile sale de gen, precum Scrimă, Gătirea miresei și Lupta cocoșilor. Jovanović a primit unele dintre cele mai remarcabile aprecieri la două dintre cele mai importante expoziții ale sale: Expoziția Mileniului de la Budapesta din 1896, unde a pregătit pentru expunere lucrarea Migrația sârbilor, însă în cele din urmă a fost trimis Tripticul din Vršac, și Expoziția Universală de la Paris din 1900, pentru care a realizat ampla compoziție istorică Proclamarea Codului lui Dušan.
În 1888, a fost proclamat membru al Academiei Regale Sârbe. și însărcinat cu realizarea unor compoziții monumentale cu tematică istorică. După 1905, s-a dedicat exclusiv portretisticii în stilul realismului academic, lucrând pentru o clientelă bogată, ceea ce i-a adus o faimă considerabilă. Printre cele mai cunoscute portrete realizate de Jovanović se numără cele ale pictorului Simington, Mihajlo Pupin, Đorđe Jovanović, regele Alexandru I al Iugoslaviei și altele. Portretele soției sale și muzei sale, Muni, au fost pictate cu o deosebită atenție.
Jovanović s-a concentrat și pe istoria sârbă, realizând numeroase compoziții istorice, printre care:
- Proclamarea Codului lui Dušan – reprezentând momentul în care primul împărat sârb a emis celebrul cod de legi.
- Sfântul Sava împăcându-și frații – înfățișându-l pe Sfântul Sava, călugăr și patron al educației și religiei sârbe.
- Migrația sârbilor – ilustrând exodul sârbilor conduși de Arhiepiscopul Arsenije III Čarnojević, care au fugit din Serbia Veche spre Austria, Ungaria și Voivodina
- Nunta împăratului Stefan Dušan

A pictat iconostasul bisericii Sfântul Nicolae din Dolovo și al Catedralei Ortodoxe din Novi Sad, aceasta din urmă fiind realizată fără comandă oficială. Majoritatea timpului și l-a petrecut în atelierul său din Viena, unde s-a stabilit definitiv, revenind ocazional la Belgrad. În 1940 a fost declarat cetățean de onoare al orașului Vršac, iar în 1949 i-a fost conferit Ordinul Zasluga clasa I.
După moartea prematură a soției sale, a trăit retras și solitar la Viena până la decesul său, în 1957. Conform dorinței testamentare, urna cu cenușa sa a fost transferată la Belgrad, unde, în 1970, a fost deschis Muzeul Paja Jovanović. Un alt muzeu dedicat pictorului a fost inaugurat la Vršac, iar în 1977, în clădirea vechii farmacii de pe trepte, a fost amenajată o expoziție comemorativă permanentă.
Lucrările sale, inclusiv celebrul Trip-tic Vršac, sunt păstrate în Muzeul Orașului Vršac, iar cea mai mare parte a obiectelor sale personale și a operelor sale poate fi găsită în Muzeul Orașului Belgrad.

## Moștenire
Este inclus în lista celor 100 de sârbi cei mai proeminenți.
Alături de Uroš Predić și Đorđe Krstić, este considerat unul dintre cei mai importanți pictori realiști sârbi.
A primit numeroase ordine și distincții atât în Serbia, cât și în străinătate. Mai multe instituții de învățământ din Serbia îi poartă numele.